# Bakháza
Bakháza is een plaats (község) en gemeente in het Hongaarse comitaat Somogy. Bakháza telt 250 inwoners (2001).